# チキンホーク
チキンホーク（Chickenhawk, タカ派チキンとも）は、アメリカ合衆国で用いられる政治の俗語で、好戦的で戦争など軍事活動に大いに賛成しているが従軍して戦地に赴いたことがない政治家、官僚、評論家等をいう。チキンとは俗語で「臆病」をいい、タカ派の主張をしているが実は自分は戦地に行きたくない言行不一致の腰抜け野郎という批判的な意味で用いられる。
ベトナム戦争時に兵役適齢時の徴兵対象者だった者が親のコネや免除制度を悪用して徴兵や出征を避けたタカ派を指した。徴兵制が停止された1973年以降から現在まではもっぱら軍事活動の熱烈な賛成派だが外征軍に志願して出征したことがないタカ派を指す。アフガン戦争に関していう場合もあるが稀である。大抵はハト派（批判する側の出征の有無は関係ない）が共和党支持者に対して用いる。以前は徴兵が意図されていなかったため女性にはあまり言われない。この言葉に対して人身攻撃である、立場に関係なく政治に意見することに問題はない、といった批判的な意見もある。

## 歴史

### 由来
チキンホーク（chicken hawk）は米国でアシボソハイタカ、アカオノスリ、クーパーハイタカの名称として用いられるが政治の俗語では臆病を表すチキン（鶏）とタカ派を表すホーク（鷹）を合わせたもので「臆病な強硬派」を意味する。ウェブサイトのwordspy.comによれば出版物の用例はニューレパブリック誌の1986年6月16日号が最初とされる（文中では既にこの語があるかのように用いられている）。戦争とタカ派チキンという言葉とが結びつけて用いられるようになったのは1983年に出版されたベストセラー本の「チキン・ホーク」（ロバート・メイソン著）による。本書はベトナム戦争に出征したヘリコプター操縦員の著者の回想記で、チキン・ホークが戦闘の願望と恐怖の相反した心情をいう言葉として（現在の意味とは多少異なる）用いられている。他にはワーナー・ブラザースの旧作の「フォグホーン・レグホーン」（Foghorn Leghorn）に出てくる鳥を指してチキン・ホークという。

### war wimp
以前は現在のタカ派チキンの意味でwar wimpという言葉が用いられた。この言葉は朝鮮戦争のときに海兵として従軍し、またインディアナ州選出の民主党員であったアンドリュー・ジェイコブズ（Andrew Jacobs）がベトナム戦争のときに作ったとされる。

### ダン・クエール
戦地に赴いたことがないタカ派をいう用法はベトナム戦争の時代に出征していないベビーブーム世代が国政に関与するようになったことで世に広がった。
タカ派の傾向があるとされるダン・クエールはジョージ・ハーバート・ウォーカー・ブッシュ政権で副大統領を務めたが、1988年の選挙活動の際には縁故で1969年にインディアナ州軍に入りベトナムに出征するのを避けたという噂を立てられた。副大統領になってからもマスメディアにたたかれタカ派チキンとあだ名された。当時名前のクエール（Quayle）と英語でウズラをいうquailが同音であることから「鶏と鷹を合体させると何になるでしょう？」「クエール」というギャグが行われた。

### ビル・クリントン
1992年の選挙の際ビル・クリントンは批判派にベトナム戦争に出征しなかったことを問いただされ、クエールの場合はまだ従軍しているからいいとしてもクリントンは徴兵逃れ（draft dodger）だから軍の最高司令官でもある大統領の資格は無い、と叩かれた。クリントンが大統領になってからも右派のトークラジオを中心にこのような批判が続き、また親クリントン派から右派の批判家もほとんどはベトナムに行っていないだろうと応酬が行われた。ただし、クリントンの大統領在任期間中にはアメリカ軍は陸上部隊派遣という形の軍事行動をあまり起こさず自国民の戦死傷者をあまり出さなかったという点があり、他のタカ派論者の好戦的姿勢を同一にみなすことには疑問が残る。

### タカ派チキン作戦
リベラル派の風刺家アル・フランケンが1996年に出版した著書「Rush Limbaugh is a Big Fat Idiot and Other Observations」にタカ派チキン作戦（Operation Chickenhawk）と呼ばれる章がある。この話はダン・クエール、ニュート・ギングリッチ、ラッシュ・リンボー、クラレンス・トーマス、フィル・グラム、パット・ブキャナン、ジョージ・ウィル（全てベトナム戦争の世代だが出征していないタカ派）からなる一部隊が北ベトナムの中隊に奇襲をかけるが失敗し、最後には上官のオリバー・ノースを手榴弾で殺して助かるというものである。

### チェイニー、ブッシュ
2000年の選挙で副大統領候補であったディック・チェイニーと同じく大統領候補であったジョージ・ウォーカー・ブッシュもベトナム戦争時代の記録を持ち出され、タカ派チキンとレッテルを貼られた。（チェイニー副大統領は徴兵猶予を利用し、ブッシュ大統領は当時徴兵逃れの常套手段だった州兵に加入、またラムズフェルド前国防長官も正規の海軍士官として軍事教官を勤めたことがあるが実戦の経験は無いので同列に扱われることもある）。後の2004年の選挙ではチェイニーが民主党候補ジョン・ケリーに対して「彼は国防には向かない」と批判したが逆に民主党から「タカ派チキンのお前が言うか」と叩かれた。
尚、チェイニーはベトナム戦争時に何度も徴兵逃れを行なった結果、州兵を含めて一度も兵役経験が無い最狭義のチキンホークである。これに対して元反戦活動家でもあるケリーは、軍人一家に生まれて自身も海軍士官としてベトナム戦争に従軍し、前線の戦闘に参加してパープルハート勲章などを受勲した経歴を持つ歴とした元軍人である。

### イラク戦争
2003年にイラク戦争が始まってから多数の戦争支持のタカ派、ネオコンがハト派からタカ派チキンと呼ばれている。

## 注
1. ↑  What makes someone a "chicken hawk"? by Glenn Greenwald, 2006年7月25日
2. ↑  Word Spyの"Chicken Hawk"の項目
3. ↑  
"Leading the charge from behind a desk" by Lionel Van Deerlin, San Diego Union-Tribune, 2002年9月4日
4. ↑  In this post from 1990年11月14日, the poster mocks the idea of Quayle as "President Chicken Hawk".
5. ↑  The earliest newsgroup appearance of the joke may be in this post, from 1990年12月7日. The joke also appears in the book Comedy/Cinema/Theory, edited by Andrew Horton (Berkeley: University of California Press, 1991, ISBN 0-520-06997-8), p. 27.
6. ↑  These search results show many newsgroup references to Cheney as a "chickenhawk" in 2000.
7. ↑  Roeper's column was posted in a newsgroup Roeper's column here.
8. ↑  Washington Times, US News wire, Lautenberg's comments from cnn.com
9. ↑  The New Hampshire Gazette's "propaganda platoon"
10. ↑  Captain's Quarters (blog), "Join The 101st Fighting Keyboardists!", May 01, 2006. Retrieved Nov. 16, 2006.
11. ↑  What makes someone a "chicken hawk"? by Glenn Greenwald, 2006年7月25日